# Líšnice (Hluboká nad Vltavou)
Líšnice (dříve také Lišnice nebo Leštnice) je malá vesnice, část města Hluboká nad Vltavou v okrese České Budějovice v Jihočeském kraji. Leží přibližně kilometr jihovýchodně od Kostelce v údolí Líšnického potoka. Asi jeden kilometr severovýchodně od Líšnice je zemědělský dvůr Němčice, který je součástí Líšnice.
Přes ves vede cyklistická trasa 12.

## Historie
První písemná zmínka o vesnici pochází z roku 1337. Ves náležela původně k lomnickému panství, později ale připadla k němčickému statku. V roce 1706 ves koupil spolu s Němčicemi kníže Adam František Schwarcenberg.
V roce 1924 zde stálo 28 domů a žilo zde 169 obyvatel.

## Obyvatelstvo
| Rok            | 1869 | 1880 | 1890 | 1900 | 1910 | 1921 | 1930 | 1950 | 1961 | 1970 | 1980 | 1991 | 2001 | 2011 | 2021 |
| -------------- | ---- | ---- | ---- | ---- | ---- | ---- | ---- | ---- | ---- | ---- | ---- | ---- | ---- | ---- | ---- |
| Počet obyvatel | 244  | 228  | 235  | 202  | 182  | 169  | 143  | 101  | 122  | 89   | 74   | 35   | 31   | 26   | 30   |
| Počet domů     | 23   | 26   | 28   | 27   | 29   | 28   | 28   | 30   | 26   | 23   | 22   | 17   | 26   | 26   | 27   |

## Obecní správa
Při sčítání lidu v letech 1850–1943 Líšnice byla samostatnou obcí v okrese České Budějovice (v letech 1850–1910 Budějovice). V letech 1943–1945 byla osadou obce Kostelec, ale v letech 1945–1964 byla uváděny znovu jako obec, se kterým patřila nejprve do okresu Týn nad Vltavou, ale od roku 1960 v okrese České Budějovice. Od 14. června 1964 do 31. prosince 1987 byla znovu částí obce Kostelec v okrese České Budějovice. Od 1. ledna 1988 je částí města Hluboká nad Vltavou v okrese České Budějovice. V letech 1850–1923 k obci patřil Kostelec.

## Sedláctví

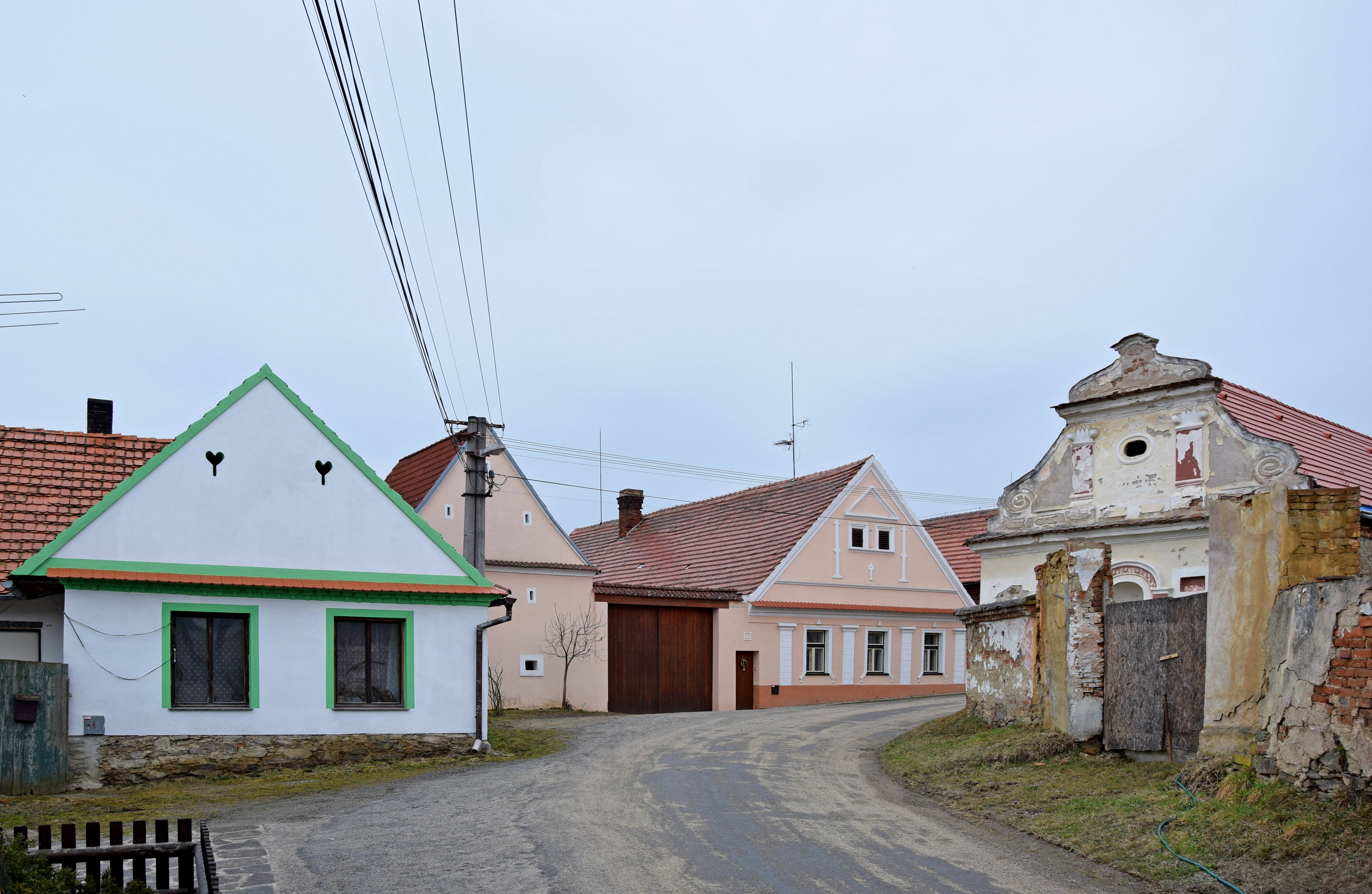
Lidová architektura v Líšnici

Ves měla dříve výrazně zemědělský charakter. Ve vsi se dochovalo mnoho statků ve stylu selského baroka, avšak mnohé se v současnosti nacházejí v havarijním stavu. V obci sídlí malé muzeum sedláctví. Nad vsí na Líšnickém potoce směrem na Radonice se nacházela soustava malých rybníků, z nichž většina již neexistuje.

## Pamětihodnosti
- Mohylník nad Čapím koutem
- Mohylník Na Přísežné
- Mohylník U Hrázky

### Dvůr Němčice
Dvůr se nachází na místě staršího dvora s tvrzí.V r.1407 a v r.1411 je připomínán Bláha z Němčic. V roce 1471 je uváděn Kunka ze Bzí a z Němčic. V roce 1541 Diviš Boubínský z Újezda prodal Němčice Chvalovi Kunáši z Machovic. Od roku 1563 zde sídlili Budkovští z Budkova. V roce 1706 vdova po Jiříkovi Ignácovi Budkovském z Budkova prodala Němčice spolu s tvrzí, pivovarem a vsí Líšnice knížeti Adamovi ze Schwarzenbergu, který nechal dvůr v letech 1708 až 1709 přestavět podle projektu Pavla Ignáce Bayera.